# 友井楨
友井 楨（ともい こずえ、1889年（明治22年）1月13日 - 1962年（昭和37年）2月4日）は、日本のバプテスト派の牧師、讃美歌作家である。

## 経歴
1889年広島県に5男3女の末子として生まれる。1900年(明治33年)に11歳で父を亡くし、兄春吉のもとで育てられる。
日本バプテスト神学校を卒業し、1921年にバプテスト派の牧師になる。アメリカに留学し、ロチェスター神学校、ニュートン神学校で学び、ウォルター・ラウシェンブッシュの影響を受ける。
帰国後、神戸、川崎、浪速など各教会の牧師となり、日本バプテスト東部組合主事、関東学院大学教授、日本バプテスト神学校教授、芝バプテスト教会の牧師を務めた。
1942年の日本基督教団成立時には創立委員として活躍し、教団総主事も務めた。
1952年衣笠病院に入院した時に、病気の苦しみを歌った讃美歌『主よ、わが痛みの』(400番-讃美歌1954年版)である。
その他にも讃美歌に深い関心を持ち翻訳と創作を行い、讃美歌 (1931年版)や讃美歌 (1954年版)に採用された。
晩年は、日本基督教団四谷新生教会の牧会をした。